# Purdah
 (août 2024).
Si vous disposez d'ouvrages ou d'articles de référence ou si vous connaissez des sites web de qualité traitant du thème abordé ici, merci de compléter l'article en donnant les références utiles à sa vérifiabilité et en les liant à la section « Notes et références ».
En pratique : Quelles sources sont attendues ? Comment ajouter mes sources ?

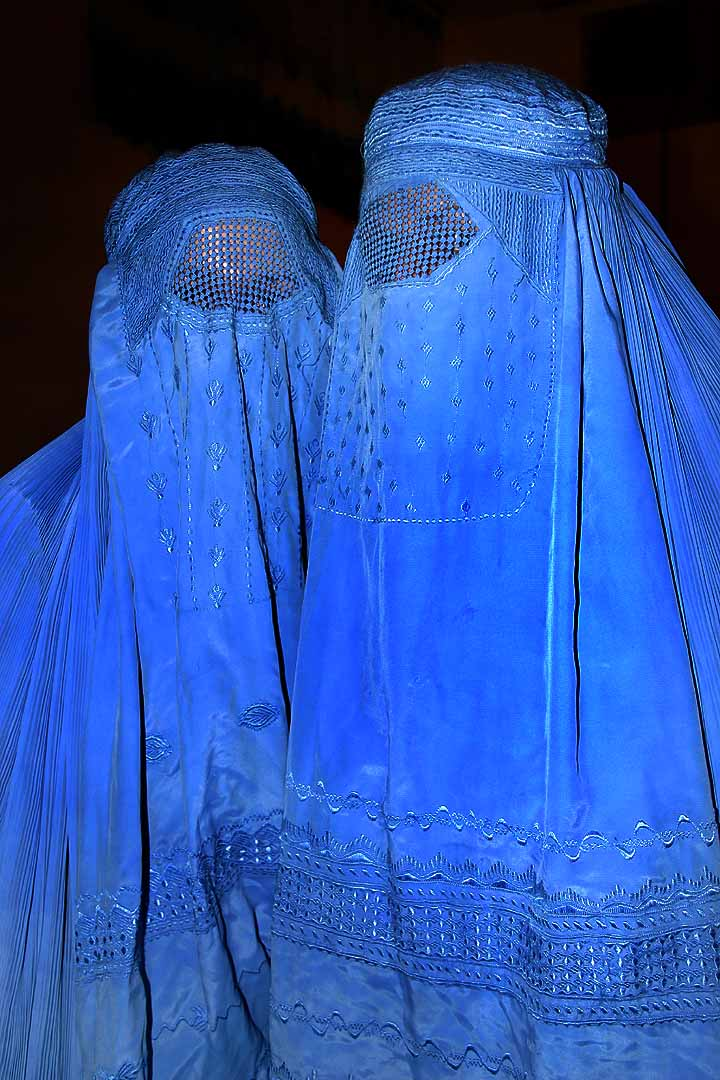
Deux femmes afghanes portant le tchadri traditionnel.

Purdah ou Pardaa (ourdou : پردہ, hindi : पर्दा signifiant littéralement « rideau ») désigne une pratique empêchant les hommes de voir les femmes.
Le purdah prend deux formes : ségrégation physique entre les sexes et obligation aux femmes de couvrir leur corps et de cacher leurs formes. Le purdah existe sous plusieurs formes dans les communautés hindoues et musulmanes principalement du sous-continent indien et des pays arabes. Le vêtement caractéristique du purdah est la burqa. La burqa, malgré des similitudes importantes, ne doit pas être confondue avec le tchadri, vêtement traditionnel des femmes afghanes depuis plus d'un millénaire[réf. souhaitée] et le niqab vêtement traditionnel des femmes dans certains pays du Golfe.

## Histoire
La pratique du purdah s'est probablement développée en Perse et s'est ensuite répandue dans les pays voisins. Les femmes de l'ancienne Assyrie restaient à l'intérieur, dans la pénombre. Au VIIe siècle, les musulmans conquièrent la Perse et adaptent le purdah à leur religion. Avec le temps, les lois associées au purdah se durcissent. Pendant la domination britannique, la pratique est largement répandue chez les musulmans du sous-continent indien.

## Pratique
La ségrégation physique à l'intérieur d'un bâtiment peut se concrétiser par des murs, des rideaux et des écrans. Ces parties réservées des habitations sont les zenanas.
La stricte application du purdah restreint les activités personnelles, sociales et économiques des femmes à l'extérieur de la maison.
Les femmes des classes sociales les moins élevées sont les plus susceptibles de ne pas appliquer le purdah car elles ont besoin de sortir pour travailler.[réf. nécessaire] En réalité, c'est aussi dans les milieux aisés ou intellectuels que l'on rencontre des femmes qui s'affranchissent de cette pratique.

## Pays et régimes pratiquant le purdah
Le purdah a été rigoureusement appliqué sous le régime des talibans en Afghanistan, où les femmes ont dû observer un purdah complet en public. Seuls les proches membres masculins de la famille sont autorisés à voir les femmes hors purdah. Dans d'autres sociétés, le purdah n'est souvent pratiqué qu'à certaines périodes religieuses d'importance.
Dans les pays arabes islamiques, comme l'Arabie saoudite, le purdah est une coutume culturelle plus que strictement religieuse : en effet, seul le hijab est obligatoire selon l'avis prépondérant des oulémas. Même aux Émirats arabes unis, où les femmes peuvent dans certains émirats porter des jupes et des vêtements modernes, ces dernières observent le purdah. Il est important de différencier le purdah du hijab. Le hijab est en effet de tradition islamique, basé sur la morale physique et psychologique, alors que le purdah n'est pas nécessairement conforme à l'islam. En effet il n'en est fait mention directement ni dans le Coran, ni dans la Sunna. Ce principe étant apparu récemment dans les monarchies du golfes et le régime taliban, on n'en trouve aucune mention dans les textes traditionnels.[réf. nécessaire]

## Critiques
Le purdah a été critiqué dans la communauté indienne même, par exemple dans le roman Rêve de Sultane (The Sultana's Dream) écrit en 1905 par la féministe bengalaise musulmane Rokeya Sakhawat Hussain. 
Le purdah peut être considéré comme une forme d'oppression contre les femmes et une expression du patriarcat, ainsi chez les musulmans d'Inde qui ont enfermé leurs femmes en purdah, en les tenant éloignées du monde extérieur.
Désormais très controversé, il reste toutefois pratiqué dans les pays musulmans sous diverses formes.